# ジョン・ハルシー
ジョン・ハルシー（John Halsey、1945年2月23日 - 、ハイゲート生まれ）は、ロック・ドラマーであり、ラトルズでのバリントン・ウォンブル（バリー・ウォム）としての出演で最もよく知られている。ニール・イネスのバンド「ファッツォ (Fatso)」と演奏したり、テレビ映画『ラトルズ 4人もアイドル! (All You Need is Cash)』（1978年）に出演している。
ハルシーは北ロンドンのハイゲートで生まれ、北フィンチリーに住んでいた。1965年にロンドンのリズム・アンド・ブルース・バンド「Felder's Orioles」に加わり、ピカデリー・レコード・レーベルから4枚のシングルをリリースした。1967年に、サウスポート出身のタイムボックスのメンバーとなり、これが後にパトゥとなった。パトゥは音楽プロデューサーのマフ・ウィンウッドとともに、3枚のアルバムをリリース。バンドは1973年に解散した。
1972年、ハルシーはルー・リードのアルバム『トランスフォーマー』でドラムを演奏し、ヘンリー・マックロウの『Mind Your Own Business』（1975年）、ジョーン・アーマトレイディングの『Back to the Night』（1975年）、ロイ・ハーパーの『或る日のイギリス』（1977年）、マディ・プライヤーの『ウーマン・イン・ザ・ウィングス』（1978年）、ロジャー・チャップマンの『Mail Order Magic』（1980年）などのアルバムに、セッション・ミュージシャンとしてレコーディング参加した。彼は、ジョー・コッカー、スキャッフォルド、グリムス、クリス・ジャガー、ニール・イネス、ヴィヴィアン・スタンシャル、ジョー・ブラウンなどの面々とツアーを行った。
1992年の雑誌『Ptolemaic Terrascope』のインタビューにて、1983年にチチェスターで命に関わる事故に見舞われてから、1980年代のほとんどをバンの後ろで魚を売って過ごすような生活となり、それからはパブ・トレードに従事していると述べた。1996年以来、ケンブリッジのキャッスル・ストリートにある宿泊とパブの店で店主を務めている。
2007年1月1日、チャンネル4の番組『The Pythons Did Next』に出演し、エリック・アイドルとの仕事の様子を話した。2008年4月、ロサンゼルスにおけるラトルズの30年を記念した再結成に参加し、オリジナルの4人のバンド・メンバーが再び一緒に演奏を行った。